# Destroyed but Not Defeated
Destroyed but Not Defeated ist eine österreichische Band aus Wien.

## Bandgeschichte
Destroyed but Not Defeated wurde 2011 von Ian Miller (Schlagzeug/Gesang) Helmuth „Lelo“ Brossmann (Gitarre/Bass/Gesang, ex-Litterbox, ex-Shy, Kreisky) und Markus Reiter (Gitarre/Bass/Gesang, ex-Mord, ex-The Maybe Man) gegründet. Der Bandname basiert auf einem Satz aus dem Roman Der alte Mann und das Meer von Ernest Hemingway, das Männer zerstört, aber nicht besiegt werden könne. Die Band unterschrieb bei Wohnzimmer Records und veröffentlichte 2012 ihr selbstbetiteltes Debütalbum. Hauptsongwriter waren zunächst Brossmann und Ian Miller. Miller stieg jedoch 2013 aus und wurde durch Clemens Franke (Iljas) ersetzt. Bereits vorher musste die Band pausieren, da sich Markus Reiter beim Fahrradfahren den Arm gebrochen hatte.
Innerhalb von zwei bis drei Monaten entstand das zweite Album Now for the Encore, das im September 2015 veröffentlicht wurde. Beim Song It’s Over singt Patricia Ziegler von We Walk Walls mit.
2016 folgte die EP The World Is Changing and So Must We.
Das dritte Album Deluxe Redux erschien 2018 und versammelte eine Reihe von Gastmusikern, darunter die Sängerin Eloui, Bernd Supper (The Scarabeusdream) und Wolfgang Schlögl am Akkordeon und Theremin.

## Musikstil
Die Band spielt Indie-Rock, der im Wesentlichen auf Vorbildern wie Hüsker Dü, Dinosaur Jr., Guided by Voices, Built to Spill und Flaming Lips fusst. Die Instrumentierung ist in klassischer dreierbesetzung bewusst minimalistisch gehalten und verzichtet auf elektronische Spielereien. Auf Deluxe Redux öffnete sich die Band jedoch auch anderen Einflüssen und integrierte Keyboards, Akkordeon und Theremin auf dem Album.

## Diskografie

### Alben
- 2012: Destroyed but Not Defeated (Wohnzimmer Records)
- 2015: Now for the Encore (Wohnzimmer Records)
- 2018: Deluxe Redux (Wohnzimmer Records)

### EPs
- 2013: The Sloop John EP (Wohnzimmer Records)
- 2016: The World Is Changing and So Must We (Wohnzimmer Records)

### Beiträge zu Kompilationen
- 2013: Lost in Translation auf FM4 Soundselection 27
- 2016: The Art of Losing auf Lieber ein Verlierer Sein II